# Buddyjskie szkoły chińskie
Buddyjskie szkoły chińskie – szkoły, tradycje buddyjskie, które rozwinęły się w Chinach i były pochodzenia obcego lub rodzimego.
W Chinach powstało dziesięć głównych szkół. Podzielić je można na trzy grupy: Szkoły theravādy (zw. niesłusznie hinayāną), szkoły mahāyāny i szkoły rodzime (także mahajanistyczne).

## Szkoły theravādy
- Abhidharmakośa – zwana także sarvastivādą. Została założona przez Paramārthę w 563 r. Przetrwała do X wieku. Nazwa chińska jushezong.
- Satyasiddhi – założona w Chinach przez Koreańczyka Senglanga pom. 494 a 497 r. na podstawie tekstu Satyasiddhi śastra (chin. Chengshilun) Harivarmana przetł. przez Kumarajivę. Nazwa chińska chengshizong.
- Vinaya – założona przez Daoxuana (szkoła nanshanzong) w VII wieku. Nazwa chińska lüzong. Chociaż inne sekty szkoły przetrwały do X wieku, lüzong przetrwała właściwie do czasów współczesnych.

## Szkołymahāyāny
- Mādhyamika – została wprowadzona do Chin przez Kumarajivę, ale za założyciela uważa się Zhizanga (549–623). Nazwa chińska sanlun (szkoła Trzech Traktatów).
- Yogācāra – założona przez Xuanzanga (600–664) i jego ucznia Guijiego (632–682). Nazwa chińska faxiangzong.
- Chanzong – założona przez Bodhidharmę między 516 a 543 r. Przetrwała do obecnych czasów. Chanzong znaczy szkoła dhyāny lub szkoła medytacyjna.
- Mantrayāna – założona przez Subhakārasimhę między 719 a 732 r. Nazwa chińska zhenyanzong (szkoła Prawdziwego Słowa).

## Szkoły chińskie
- Huayanzong – założona przez Dushuna (557-640) i Fazanga. Szkoła sutry Avatamsaki.
- Tiantaizong – założona przez Zhizhego (531–597) i Huiwena. Szkoła Niebiańskiego Tarasu.
- Jingtuzong – założona przez Huiyuana (334–416). Szkoła Czystej Krainy.
- Szkoła pradżni – powstała pod wpływem przetłumaczonych w III wieku tekstów związanych z pradżnią. W IV wieku była dominującą szkołą w Chinach. Jednym z propagujących ją mnichów był Dao’an.

## Pomniejsze szkoły
- Fahua – założona w V wieku. Szkoła Kwiatu Prawa.
- Dilun – założona w V wieku przez Huiguanga, ucznia Kumaradżiwy. Oparta była na komentarzu Wasubandhu do jednego z rozdziałów Sutry Awatamsaki. Głównym buddystą związanym z tą szkołą był Huiyuan (523–593).
- Yixian – szkoła Sukhavati.